# Кладодий

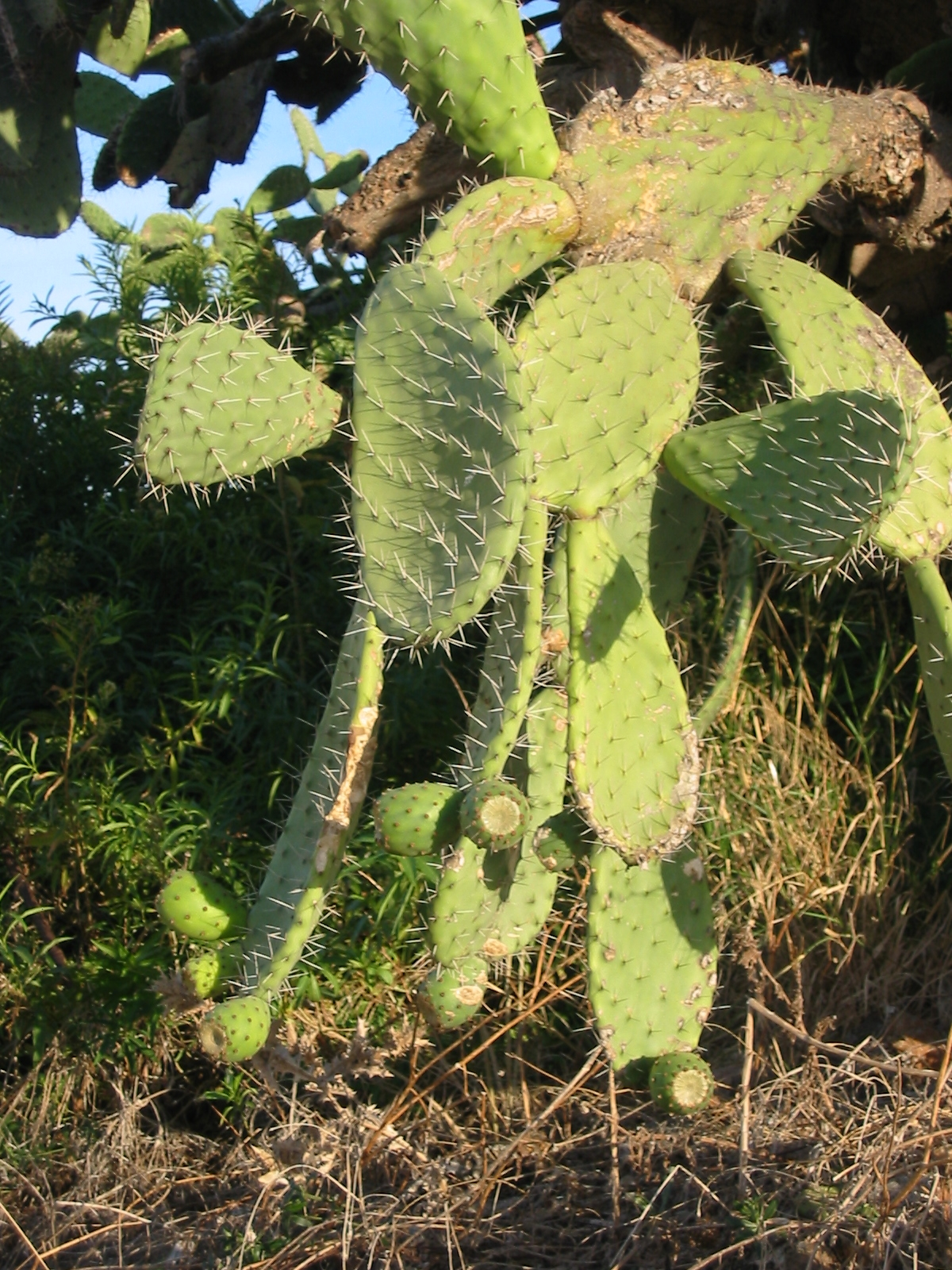
Кладодии опунции — уплощённые стебли.

Кладодий (от др.-греч. κλάδος (kládos) — «ветвь») — видоизменённый побег растений с уплощённым длительно растущим стеблем, который выполняет функции листа.
Настоящие листья на кладодии редуцированы, превращены в колючки или рано опадают. Происхождение кладодия из побега доказывается положением его в пазухе листа (обычно чешуевидного), а также образованием на нём цветков, которые никогда не возникают на настоящих листьях. Кладодии присущи преимущественно растениям, произрастающим на засушливых территориях (некоторые виды кактусов, спаржи, смилакса), и рассматриваются как приспособления для уменьшения испарения.
Кладодии, которые рано прекращают свой рост, называются филлокладиями. Некоторые ботаники называют филлокладиями листоподобные кладодии — схожие с листьями по внешнему виду.